# Philippe Guéneau de Montbeillard
Philippe Guéneau de Montbeillard, muitas vezes chamado Philibert (Semur-en-Auxois, 2 de abril de 1720 - 28 de novembro de 1785) foi um naturalista e ornitólogo francês.
Ele estudou em Paris de 1732 a 1734 no Colégio de Navarra e Collège d'Harcourt, e depois em 1735 na Faculdade de Oratório de Troyes. Ele estudou Direito em Dijon, onde se formou em 1742.
Em 1754, após a morte de Jean Berryat, tornou-se editor da coleção acadêmica.
Depois de sua ruptura com Louis-Jean-Marie Daubenton, Buffon chamou-o para substituí-lo. Amigo de longa data de Buffon disse a ele em uma carta em 1767: "Eu preciso te ver todos os dias para ser feliz."
Em 1764, foi nomeado membro da Academia de Dijon.